# Премия имени В. А. Обручева
Премия имени В. А. Обручева — академическая премия (АН СССР; РАН), присуждаемая Отделением геологии, геофизики, геохимии и горных наук за выдающиеся научные работы по геологии Азии.

## Описание
Премия названа в честь академика В. А. Обручева — выдающегося геолога, путешественника и писателя.
В 1970-е годы денежный эквивалент премии составлял 1000 рублей.
В целях поощрения отечественных ученых за выдающиеся научные труды, научные открытия и изобретения, имеющие важное значение для науки и практики, Российская академия наук присуждает золотые медали и премии имени выдающихся ученых. Каждая из медалей и премий присуждается в знаменательную дату, связанную с жизнью и деятельностью ученого, именем которого названа медаль или премия.
Учёным, удостоенным премии, предоставляется право, при публикации работы отмеченной премией, указывать в заголовке: Удостоена имени В. А. Обручева Российской академии наук за … год.

## Присуждение
Премия имени В. А. Обручева присуждаются за отдельные выдающиеся научные работы, открытия, изобретения, а также за серии научных работ по единой тематике — работы по геологии Азии.
На соискание премии могут быть представлены работы или серии работ по геологии Азии, как правило, отдельных авторов. При представлении работ выдвигаются лишь ведущие авторы, причем не более трех человек.
Право выдвижения кандидатов на соискание премии предоставляется:
- академикам и членам-корреспондентам Российской академии наук;
- научным учреждениям, высшим учебным заведениям;
- научным и инженерно-техническим обществам;
- научным советам Российской академии наук и других ведомств по важнейшим проблемам науки;
- научно-техническим советам государственных комитетов, министерств, ведомств; техническим советам промышленных предприятий; конструкторским бюро.

Последний срок представления работ до 10 июля 2017 года.

## Лауреаты премии
Список награждённых с указанием научных работ удостоенных премии, по итогам указанного года:

### Премия имени В. А. Обручева АН СССР
- 1946 — Валерий Алексеевич Кузнеуов — за работу «Ртутные месторождения Западной Сибири»
- 1951 — Иван Павлович Кушнарев — за работу «Структура рудного поля Джидинского месторождения»
- 1957 — Андрей Хрисанфович Иванов — за работы «Геология и полезные ископаемые Кобдоского района Монгольского Алтая» и «Восточное Прикосогорье, Монгольская Народная Республика. Географическое и геологическое описание»
- 1960 — Наталья Андреевна Болховитина — за работы «Спорово-пыльцевые комплексы мезозойских отложений Вилюйской впадины и их значение для стратиграфии» и «Атлас спор и пыльцы из юрских и нижнемеловых отложений Вилюйской впадины»
- 1963 — Эдуард Макарович Мурзаев — за цикл работ по физической географии Центральной Азии
- 1966 — Василий Михайлович Синицын — за монографию «Древние климаты Евразии»
- 1969 — Василий Васильевич Ламакин — за монографию «Неотектоника Байкальской впадины»
- 1972 — Константин Владимирович Боголепов — за монографию «Мезозойская тектоника Сибири»
- 1975 — Всеволод Андреевич Вахрамеев — за серию работ по теме «Юрские и меловые флоры Азии, их роль для расчленения и корреляции континентальных отложений, реконструкции климатов и палеогеографии»
- 1979 — Николай Сергеевич Зайцев, Светлана Павловна Гаврилова и Раиса Михайловна Яшина — за серию работ, посвящённых вопросам региональной и общей геологии, тектоники, магматизма и полезным ископаемым Сибири и Монголии
- 1981 — Вячеслав Иванович Коваленко, Марина Сергеевна Нагибина и Евгений Викторович Девяткин — за монографию «Мезозойская и кайнозойская тектоника и магматизм Монголии» и Карту мезозойской и кайнозойской тектоники Монгольской Народной Республики, масштаба 1:1500000
- 1985 — Николай Алексеевич Шило — за монографию «Основы учения о россыпях»
- 1987 — Екатерина Александровна Радкевич — за серию работ по геологии и металлогении Тихоокеанского рудного пояса
- 1991 — Михаил Михайлович Константинов, Ромуальд Александрович Еремин и Анатолий Алексеевич Сидоров — за монографию «Серебро-геология, минералогия, генезис, закономерности размещения месторождений»

### Премия имени В. А. Обручева РАН
- 1994 — Николай Александрович Маринов и Рувим Аронович Хасин — за монографию «Геология Монгольской Народной Республики» (в трёх томах)
- 1997 — Николай Николаевич Зинчук, Алексей Демьянович Харькив и Анатолий Иванович Крючков — за серию работ по тематике «Геолого-генетические основы прогнозирования и поисков алмазных месторождений (на примере Сибирской платформы)»
- 1999 — Юрий Борисович Гладенков — за серию работ «Стратиграфия и геологические события кайнозоя Дальнего Востока России»
- 2002 — Владислав Иванович Гончаров — за серию работ «Геология, генезис месторождений золота и серебра Северо-Востока Азии»
- 2005 — Александр Борисович Котов, Иван Константинович Козаков и Владимир Викторович Ярмолюк — за цикл работ «Этапы и механизмы формирования континентальной коры Центральной Азии»
- 2008 — Валерий Арнольдович Верниковский,  Алексей Юрьевич Казанский и Дмитрий Васильевич Метелкин — за серию работ «Геология, тектоника и палеогеодинамика складчато-покровных поясов Сибири»
- 2011 — Оксана Викторовна Лунина — за монографию «Рифтовые впадины Прибайкалья: тектоническое строение и история развития»
- 2014 — Валентин Семёнович Буртман — за серию из двух монографий под общим названием «Тектоника и геодинамика Тянь-Шаня и Высокой Азии в фанерозое»
- 2017 — Андрей Анатольевич Сорокин, Виктор Петрович Ковач и Екатерина Борисовна Сальникова — за цикл работ «Строение, возраст и геодинамическая эволюция континентальных массивов и складчатых поясов Восточной Азии»
- 2020 — Евгений Викторович Скляров, Дмитрий Петрович Гладкочуб и Татьяна Владимировна Донская — за цикл работ «Основные этапы становления консолидированной литосферы Сибири: от архея до кайнозоя»
- 2023 — академик РАН Кирилл Евгеньевич Дегтярёв, кандидаты геолого-минералогических наук Дмитрий Викторович Алексеев и Андрей Алексеевич Третьяков— за цикл работ «Геология и геодинамика докембрия и раннего палеозоя западной части Центрально-Азиатского складчатого пояса»[3]